# Litzelsee (Naturschutzgebiet)
Das Naturschutzgebiet Litzelsee befindet sich im Gebiet der Stadt Radolfzell am Bodensee und der Gemeinde Steißlingen im baden-württembergischen Landkreis Konstanz in Deutschland.

## Beschreibung
Das Schutzgebiet umfasst rund 55 Hektar eiszeitlich geprägte Landschaft mit Toteislöchern, Terrassenbildungen und Endmoränenwall sowie die Wasserfläche des Sees mit Ufer- und Verlandungszone und wurde 1982 als Naturschutzgebiet ausgewiesen.

## Flora und Fauna

### Fauna
Folgende Arten (Auswahl) sind im Schutzgebiet Litzelsee erfasst:
- Libellen

Blaue Federlibelle (Platycnemis pennipes), Blaugrüne Mosaikjungfer (Aeshna cyanea), Braune Mosaikjungfer (Aeshna grandis), Fledermaus-Azurjungfer (Coenagrion pulchellum), Glänzende Smaragdlibelle (Somatochlora metallica), Große Königslibelle (Anax imperator) und Plattbauch (Libellula depressa)
- Vögel

Stockente (Anas platyrhynchos), Teichhuhn (Gallinula chloropus) und Teichrohrsänger (Acrocephalus scirpaceus)